# Катедра „Правни науки“ (УНСС)
Катедра „Правни науки“ е бивше звено в структурата на УНСС, образувано през 1920 г. заедно с основаването на Свободния университет за политически и стопански науки (днес УНСС).

## Структура
Организационно катедрата е била включена към факултет (тогава отдел) Административно-финансов. Привлечените преподаватели в катедрата са сред най-големите имена в историята на българското юридическото образование като Венелин Ганев, Йосиф Фаденхехт, Петко Стайнов, Стефан Бобчев, Стефан Баламезов, Стоян Данев, Петър Абрашев, Любен Диков, Цеко Торбов и много други.
След 1940 г. от нея се отделят 5 катедри;
- Катедра „Финансова наука и финансово право“
- Катедра „Гражданско и търговско право“
- Катедра „Държавно и конституционно право“
- Катедра „Административно право“
- Катедра „Трудово право и социално законодателство“.

След преструктурирането на висшето училище във Висш икономически институт 5-те катедри отново се обединяват в една обща катедра „Правни науки“, 1954. Катедрата също така е включена във факултет МИО. Този период се свързва с имената на проф. Димитър Димитров, проф. Михаил Геновски, проф. Веселин Христофоров, проф. Филип Рачев и др. Тогава е характерна и нова тенденция в развитието на юридическото образование на катедрата, а именно подготовка на собствени кадри на факултета и създаване на условия за тяхното научно израстване.  Преподавателският състав се разширява със собствени кадри, измежду които са проф. Е. Златарев, проф. Неделчева, проф. Златка Сукарева, проф. Иван Владимиров и др.
Катедрата прераства в Юридически департамент през 1991 г., преобразуван по-късно в Юридически факултет.

## Правни дисциплини
Преподавателите от катедрата са осигурявали преподаването по следните юридически дисциплини през 1920 г.:
- Международно публично право
- Международно частно право
- Сравнително конституционно право и право на близкоизточните народи
- Обща теория на правото
- Административно право и административно правосъдие
- Гражданско право
- Търговско право
- Морско право
- Финансово право
- Митническо право
- Право на славянските народи

От 1940 г. към гореизброените дисциплини се прибавят следните:
- Основни начала на наказателното право. Престъпления по служба
- Финансово наказателно право
- Държавно и конституционно право
- Трудово право и социално законодателство
- Общинско право
- Кооперативно право
- Основни начала на гражданския процес
- Основни начала на наказателния процес

## Вънщни препратки
- Официален сайт на ЮФ при УНСС
- Годишник на ЮФ при УНСС (2010 г.)